# Lac de Cavazzo
Le lac de Cavazzo (en italien : lago di Cavazzo ; en frioulan : Lâc di Cjavaç) est le plus grand lac de la région de Frioul-Vénétie Julienne en Italie.

## Descriptif

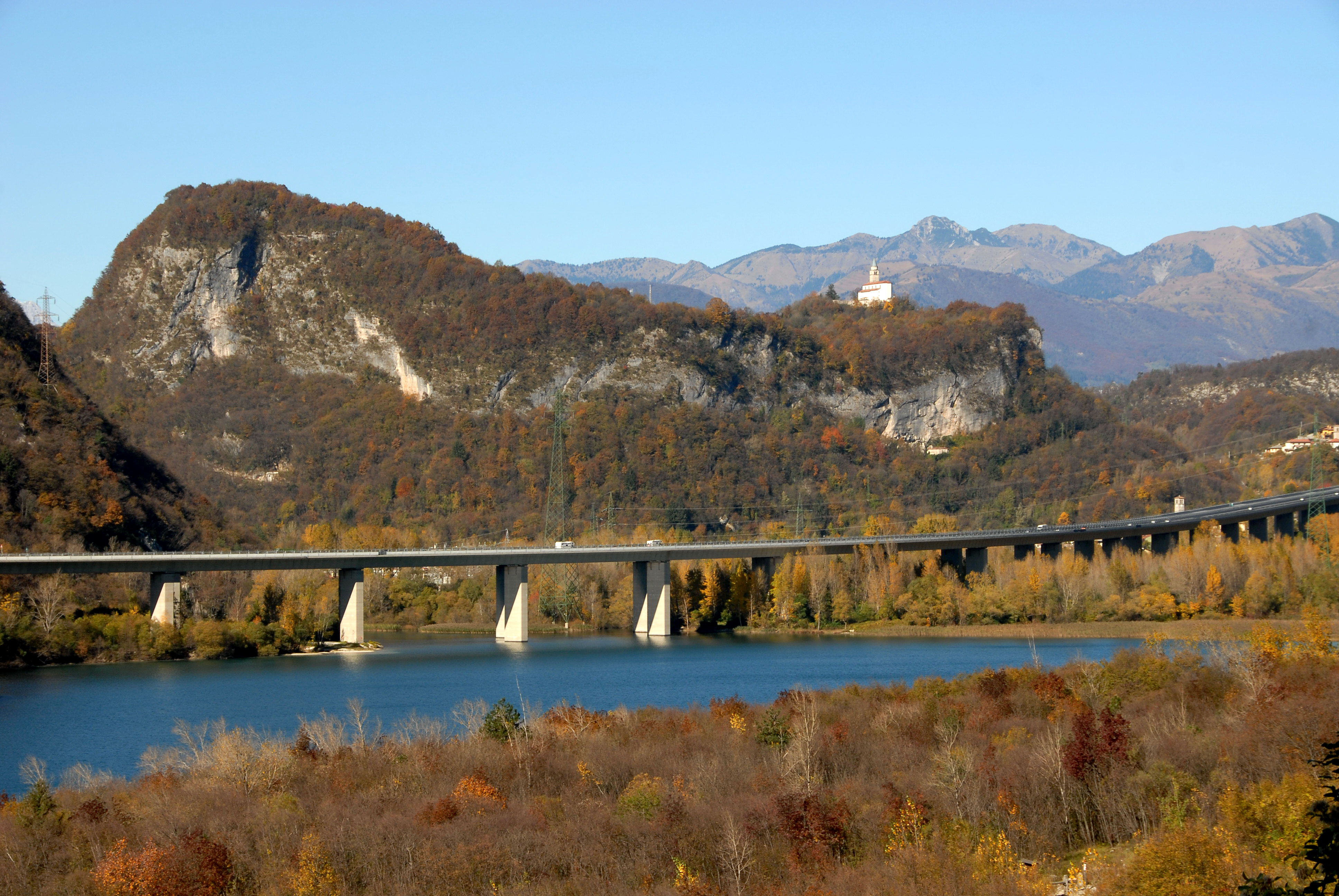
Le viaduc de Somplago porte l'autoroute italienne A23 le long du lac de Cavazzo

Le lac de Cavazzo ou des trois communes a une longueur de 3,8 kilomètres et de 400 à 800 mètres de largeur selon les endroits pour une superficie de 1,74 km2. Il s'élève à 191 m au-dessus du niveau de la mer. Sa profondeur est d'une cinquantaine de mètres.
Le lac s'étend sur le territoire de trois communes : Bordano, Cavazzo Carnico et Trasaghis. L'autoroute italienne A23 reliant l'Italie à l'Autriche, longe le lac de Cavazzo.

## Orographie
Lac d'origine glaciaire, la vallée du lac de Cavazzo a été creusée par un bras du fleuve Tagliamento — situé à environ 3 km à l'est —, au cours de la dernière glaciation. La dépression est occupée par le lac. Un cordon de moraines sépare le nord du lac de la vallée du Tagliamento.
En hiver, les rigueurs du froid font geler les eaux en surface.

## La faune
La faune est composée essentiellement pour les poissons :
- Carpes, tanches, anguilles, truites et une variété d'ablette appelée "alborelle".

Pour les oiseaux :
- Foulque et martin-pêcheur nidifient dans les alentours du lac.